# 트윈비
트윈비(TwinBee, ツインビー)는 일본의 코나미가 제작한 일련의 진행형 슈팅 게임 시리즈이다. 1985년에 아케이드로 발매된 《트윈비》로 시작됐다.

## 게임 목록
- 《트윈비》 (1985)
- 《모에로 트윈비: 시나몬 박사를 구하라!》 (1986)
- 《트윈비 3: 포코포코 대마왕》 (1989)
- 《트윈비다!!》 (1990)
- 《나왔다!! 트윈비》 (1991)
- 《팝픈 트윈비》 (1993)
- 《트윈비 레인보우 벨 어드벤처》 (1994)
- 《트윈비 대전 퍼즐다마》 (1994)
- 《트윈비 얏호!》 (1995)
- 《트윈비 RPG》 (1998)
- 《트윈 비지하 감옥》 (2004)
- 《고고! 트윈비》 (2013)